# Abou Faraj al-Libbi
 (octobre 2009).
Si vous disposez d'ouvrages ou d'articles de référence ou si vous connaissez des sites web de qualité traitant du thème abordé ici, merci de compléter l'article en donnant les références utiles à sa vérifiabilité et en les liant à la section « Notes et références ».
Abou Faraj al-Libbi, ou Abou Faradj al-Liby (« le Libyen »), alias Dr. Tawfiq, est accusé par les autorités américaines d'être le chef des actions terroristes d'Al-Qaïda au Pakistan, successeur présumé de Khalid Cheikh Mohammed après l'arrestation de ce dernier en mars 2003. Faraj Al-Libi aurait ainsi été responsable du « Département des opérations extérieures » d'avril 2003 à mai 2005, date de son arrestation au Pakistan. Il aurait alors disparu, devenant l'un des « détenus fantômes » de la CIA, avant d'être transféré au camp de Guantanamo.
Il est arrêté en 2005 à Mardan par les autorités pakistanaises.

## Biographie
Il est originaire de Libye et il serait impliqué dans deux tentatives d'assassinat contre le président pakistanais Pervez Musharraf en décembre 2003. Présumé proche d'Oussama ben Laden, il a été considéré comme le numéro 3 d'Al-Qaida, soupçonné ainsi de n'avoir des comptes à rendre qu'à Ben Laden et à al-Zawahiri.
C'est en avril 2004, lors d'une réunion secrète qui s'est tenue à Quetta, qu'il aurait été élu officiellement émir du « Département des opérations extérieures » de l'organisation. Nouveau cerveau du Djihad, il aurait succédé à Khalid Cheikh Mohammed, principal coordinateur des attentats du 11 septembre 2001, surnommé le cerveau par Ben Laden.
Il aurait fait de Londres sa cible prioritaire, projetant au moins deux attentats, dès le mois de mai 2004, selon des documents saisis lors de l'arrestation d'un groupe d'activistes. Le premier aurait visé le centre d'écoutes électroniques britannique, cheville ouvrière du réseau mondial Echelon de la NSA américaine, et le second aurait prévu l'assassinat du premier ministre Tony Blair, en utilisant des ciseaux contaminés à la ricine. Ce choix de Londres aurait été basé avant tout sur la forte implantation sur toute la Grande-Bretagne de nombreux combattants islamistes intégrés à la population, originaires du Pakistan et du Maghreb.

## Son arrestation
Naim Noor Khan, ingénieur pakistano-britannique, un de ses proches lieutenants, est arrêté en juin 2004, à Lahore, au Pakistan, en compagnie de Khalfan Gailani [réf. nécessaire], recherché depuis les attentats de 1998 en Afrique. Sur les disques durs de leurs ordinateurs, deux plans d'attaque auraient été retrouvés :
- l'un contre les sièges du FMI et de la Banque mondiale à Washington ;
- l'autre contre le métro de Londres, dont la précision des repérages effectués et des informations recueillies, avait conduit les services antiterroristes britanniques à mener une grande vague d'arrestations dans les milieux islamistes pakistanais du «Londonistan».

Abou Faraj al-Libbi a finalement été arrêté le lundi 2 mai 2005 à Mardan par les autorités pakistanaises grâce à des renseignements des services secrets américains. Selon la version officielle, son arrestation avec cinq autres militants a eu lieu à l'issue d'un violent échange de coups de feu à la sortie de Mardan, à 50 km au nord de Peshawar chef-lieu de la province de Khyber Pakhtunkhwa, connue pour être particulièrement conservatrice. Après deux ans d'efforts, les services secrets pakistanais, assistés de la CIA, étaient parvenus à « retourner » un compagnon d'Al-Libbi, qui demanda à rencontrer son chef. Le rendez-vous fut pris dans le cimetière de Mardan, mis sous surveillance active avec des agents des services secrets revêtus de burqas. Al-Libbi serait arrivé en moto jusqu'à l'entrée du cimetière, puis aurait marché vers l'indicateur. Mais lorsqu'il passa près du premier agent en burqa, celui-ci lui aurait sauté dessus pour l'arrêter. 
Bien qu'il ne figure pas sur la liste officielle des terroristes les plus recherchés par le FBI, sa capture était mise à prix par les Américains pour 5 millions de dollars. Le Pakistan avait également annoncé une prime de 20 millions de roupies (285 000 euros) pour sa capture.
Il a été « activement » interrogé par les services secrets pakistanais pour obtenir des informations sur Ben Laden. Des documents saisis lors de son arrestation aurait révélé l'existence d'un commando infiltré aux États-Unis en vue de préparer une opération décrite comme un «11 septembre bis».

## Les enquêtes
Après l'arrestation d'Abou Faraj al-Libbi, les responsables des services secrets avaient cru alors qu'une attaque contre le métro de Londres n'était plus à craindre pour un proche avenir, ce qui a été démenti dès le 7 juillet 2005. Désormais, cela signifia, pour les services antiterroristes, que la mise hors d'état de nuire des responsables d'un réseau n'empêchait pas le réseau de continuer son plan d'attaque, et qu'il était donc nécessaire de mener rapidement l'enquête pour neutraliser les exécutants.
À la suite des nouvelles enquêtes, il apparaîtrait donc que :
- les plans du métro de Londres et les repérages faits auraient été utilisés par d'autres terroristes appartenant à des cellules indépendantes, sans lien direct avec les responsables du réseau, assez étanches pour échapper aux enquêteurs et continuer leur mission ;
- les réseaux pakistanais, sur le sol britannique, intègreraient de nombreux djihadistes d'origine maghrébine — l'enquête serait remontée à Mohammed al-Guerbouzi — et d'autres en provenance des réseaux européens affiliés à l'organisation irakienne du terroriste Abou Moussab al-Zarqaoui.